# ليو كافناغ
ليو كافناغ (بالإنجليزية: Leo Kavanagh)‏ هو لاعب كرة قاعدة أمريكي، ولد في 9 أغسطس 1894 في شيكاغو في الولايات المتحدة، وتوفي بنفس المكان في 10 أغسطس 1950.

## وصلات خارجية
- ليو كافناغ على موقعبيزبول رفرنس.كوم (الدوري الرئيسي) (الإنجليزية)